# تارون آروروا
تارون آروروا هو عارض وممثل هندي، ولد في 14 يونيو 1979 في الهند.

## وصلات خارجية
- تارون آروروا على موقع IMDb (الإنجليزية)
- تارون آروروا على موقع قاعدة بيانات الفيلم (الإنجليزية)